# Campeonato Mundial de Peso Completo de la IWC
El Campeonato Mundial de Peso Completo de la IWC (IWC World Heavyweight Championship en inglés) fue un campeonato mundial de lucha libre profesional creado por la empresa International Wrestling Council (IWC), pero defendido en gran parte de su historia en Asistencia Asesoría y Administración (AAA). Este campeonato junto con el Campeón de Campeones de la AAA, es el precursor del Megacampeonato de la AAA como campeonato mundial o máximo de la empresa.

## Historia
El campeonato fue creado el 13 de noviembre de 1993 por Ron Skoler, quien usó el nombre de la IWC para promover los eventos de Asistencia Asesoría y Administración (AAA) en los Estados Unidos. A finales de 1999, cuando Pirata Morgan llegó a la AAA proveniente de International Wrestling Revolution Group (IWRG), era el campeón Intercontinental de Peso Completo de la IWRG, así que defendió el título de peso completo de IWC como si fuera el suyo, mientras que L.A. Park siguió defendiendo su título como el Hardcore Champion. En el 2007, el campeonato fue unificado con el Campeonato Súper-X Monster de la GPCW, el Campeonato Nacional de Peso Completo y con el Campeonato Mundial de Peso Semicompleto de la UWA para crear el Megacampeonato Unificado de Peso Completo de AAA.

## Lista de campeones
|    | Luchador         | N.º | Fecha                    | Días | Show o evento       | Notas y referencias |
| -- | ---------------- | --- | ------------------------ | ---- | ------------------- | --- |
| 1  | Cien Caras       | 1   | 13 de noviembre de 1993  | 140  | Evento en vivo      | Derrotó a Konnan para convertirse en el campeón inaugural. |
| 2  | Konnan           | 1   | 2 de abril de 1994       | 225  | AAA por Galavisión  | |
| 3  | Perro Aguayo     | 1   | 13 de noviembre de 1994  | 179  | AAA por Galavisión  | |
| 4  | Máscara Año 2000 | 1   | 11 de mayo de 1995       | 646  | AAA por Galavisión  | |
| 5  | Máscara Sagrada  | 1   | 15 de febrero de 1997    | 301  | Promo Azteca TV     | |
| 6  | Pirata Morgan    | 1   | 13 de diciembre de 1997  | 244  | Promo Azteca TV     | |
| 7  | L. A. Park       | 1   | 14 de agosto de 1998     | 399  | Promo Azteca TV     | |
| —  | Vacante          | —   | 17 de septiembre de 1999 | —    | N/A                 | Pirata Morgan llegó a AAA y defendió el Campeonato Intercontinental de Peso Completo de la IWRG como el Campeonato Mundial de Peso Completo de la IWC. L.A. Park comenzó a defender su título como "Campeonato Mundial Hardcore de la IWC". |
| 8  | Pirata Morgan    | 2   | 17 de septiembre de 1999 | 100  | Evento en vivo      | |
| 9  | Héctor Garza     | 1   | 26 de diciembre de 1999  | 98   | Evento en vivo      | |
| 10 | Pirata Morgan    | 3   | 2 de abril de 2000       | 131  | Evento en vivo      | |
| 11 | Héctor Garza     | 2   | 11 de agosto de 2000     | 7    | Evento en vivo      | |
| 12 | Cibernético      | 1   | 18 de agosto de 2000     | 2554 | AAA por Galavisión  | |
| 13 | El Mesías        | 1   | 16 de agosto de 2007     | 31   | AAA por Galavisión  | |
| —  | Unificado        | —   | 16 de septiembre de 2007 | —    | Verano de Escándalo | Unificado junto con otros 3 campeonatos para crear el Megacampeonato de AAA. |